# Samsung Galaxy 551
El Samsung Galaxy 551 es un teléfono inteligente de gama media, fabricado por Samsung, anunciado octubre de 2010 y utiliza el sistema operativo Android 2.2 Froyo aunque tiempo después fue actualizado a Android 2.3 Gingerbread
- Datos: Q9333353